# رگ‌های عصب

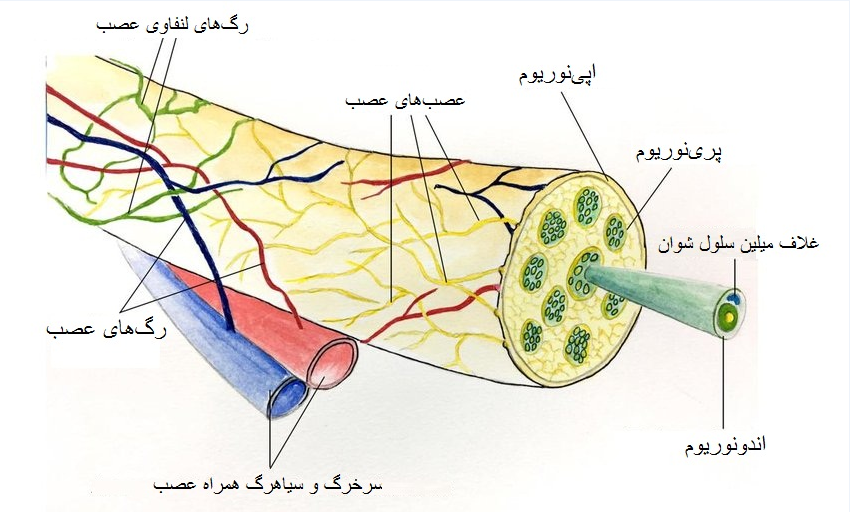
آناتومی عصب که در آن رگ‌های عصب مشخص شده است.

رگ‌های عصب (به انگلیسی: Vasa nervorum) به مجموعه رگ ها لنفی و خونی گفته می شود که وظیفه خون‌رسانی و تنظیم فرایند های زیستی مانند اکسیژن رسانی، تامین گلوکز و مواد معدنی مورد نیاز اعصاب را برعهده دارند. این رگ ها به دلیل مجاورت با اعصاب از نظر پاتوفیزیولوژی اهمیت بسیاری دارند و بیماری های قلبی-عروقی، مانند واسکولیت، با تاثیر بر این رگ ها می تواند زمینه ساز بیماری های عصبی، مانند انواع نوروپاتی و ایسکمی عصب، شود.

## شرایط آسیب‌شناختی مرتبط
رگ‌های کوچک مانند رگ‌های عروقی و رگ‌های عصب‌ به‌ویژه در معرض فشرده‌سازی مکانیکی بیرونی هستند. کاهش جریان خون از طریق رگ‌های عصب‌ در دچار شدن به نوروپاتی دیابتی نقش دارد. واسکولیت رگ‌های عصب‌ منجر به نوروپاتی محیطی یا پلی‌نورپاتی می‌شود. در نوروپاتی های دیابتی غلیظ شدن خون در اثر قند خون بالا زمینه ساز تخریب دیواره رگ های خونی و تحریک اعصاب مجاور این رگ های خونی است.